# Карбини
Карбини (фр. Carbini) је насељено место у Француској у региону Корзика, у департману Јужна Корзика.
По подацима из 2011. године у општини је живело 113 становника, а густина насељености је износила 6,86 становника/km².

## Демографија
| 1962. | 1968. | 1975. | 1982. | 1990. | 2011. |
| ----- | ----- | ----- | ----- | ----- | ----- |
| 104   | 148   | 128   | 125   | 95    | 113   |